# Cryptogramma acrostichoides
Cryptogramma acrostichoides är en kantbräkenväxtart som beskrevs av R. Br. apud Richards. Cryptogramma acrostichoides ingår i släktet Cryptogramma och familjen Pteridaceae. Inga underarter finns listade.

## Bildgalleri

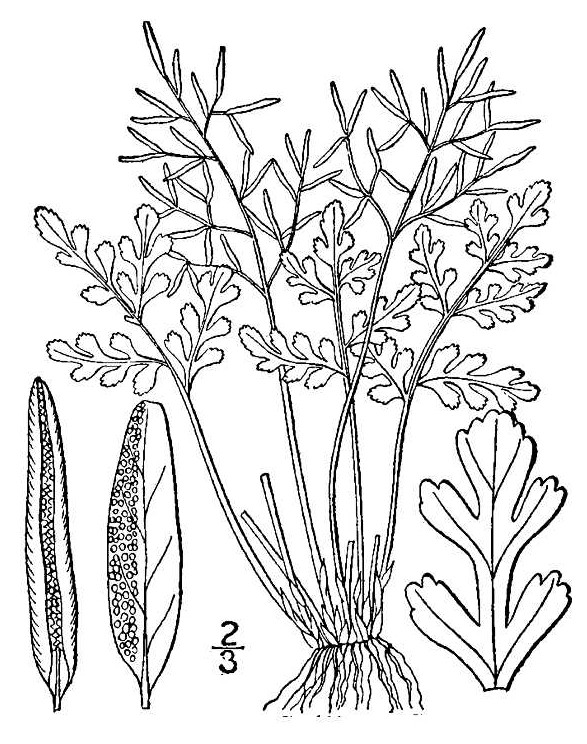
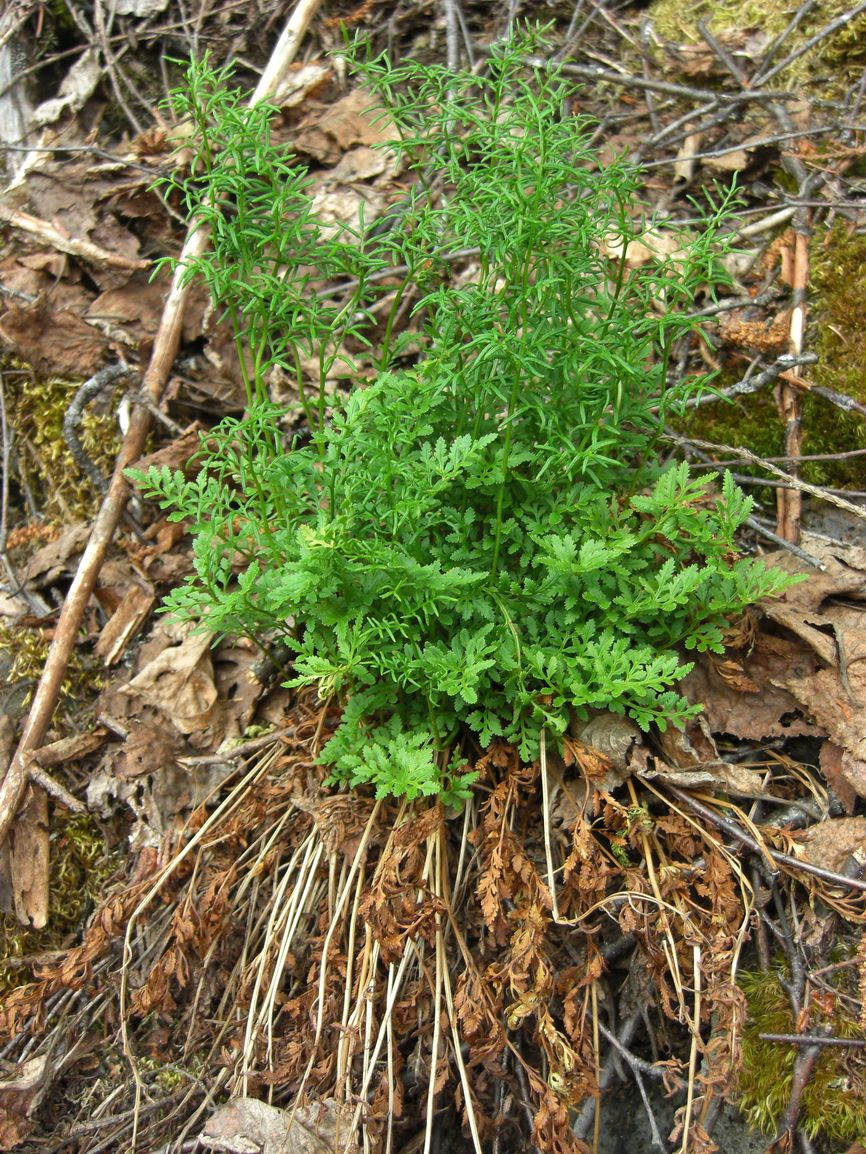
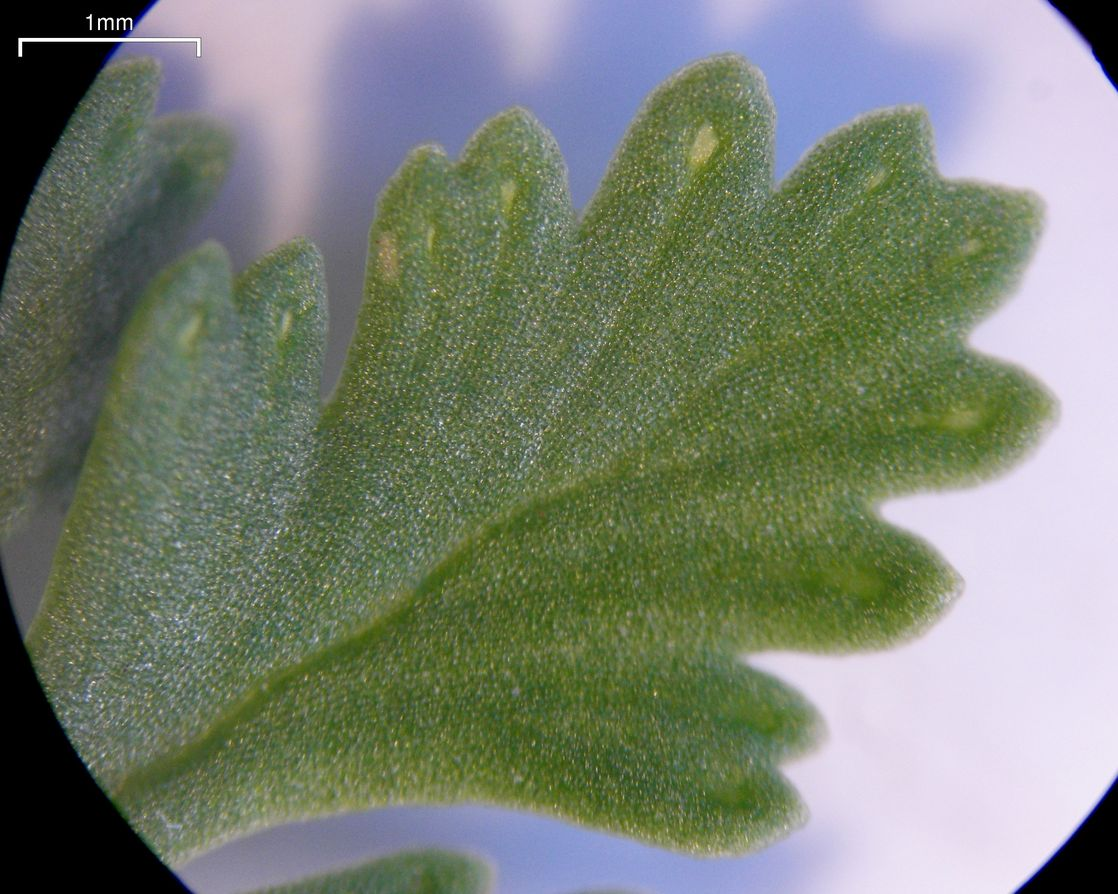
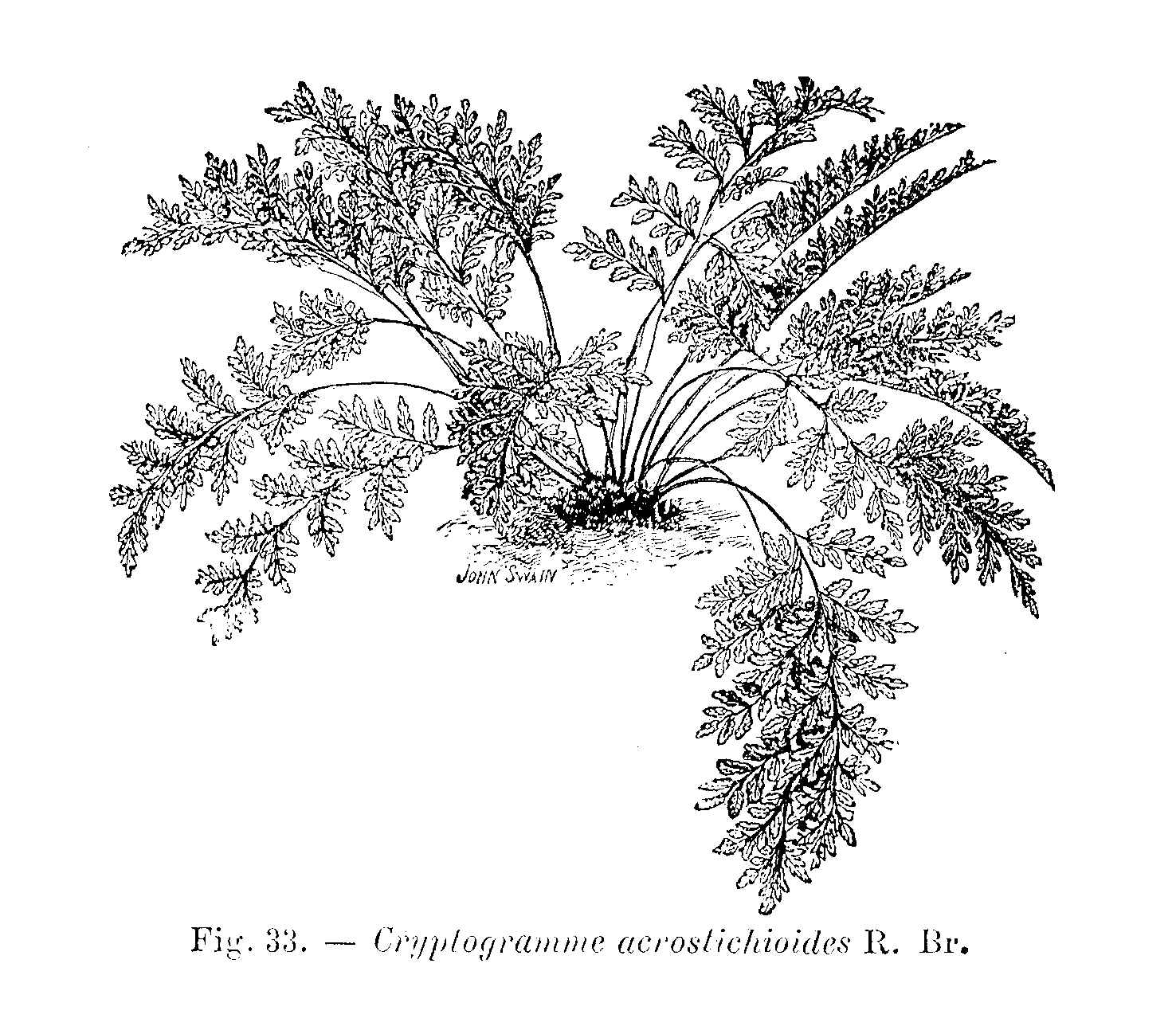
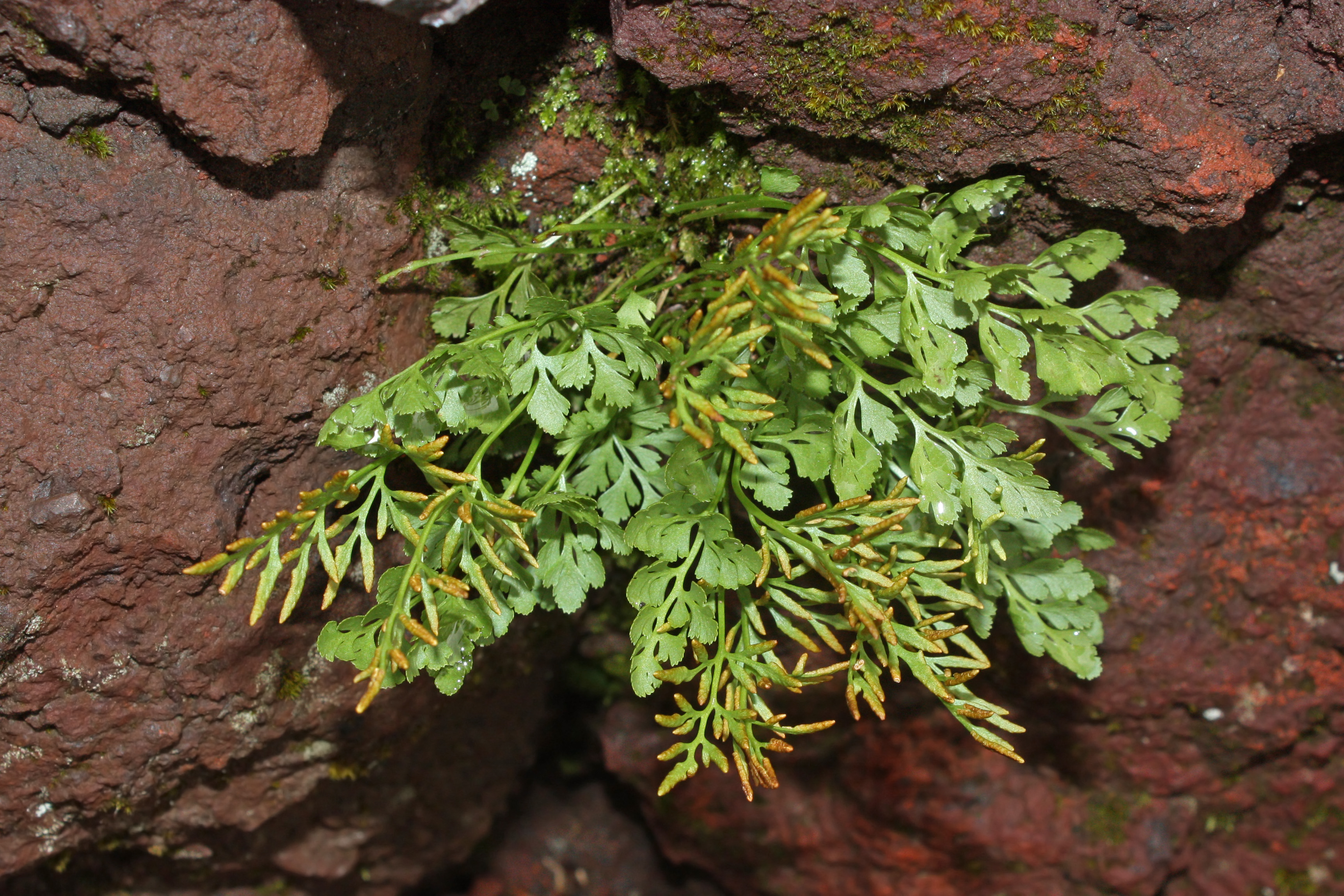